# Jeno
Lee Je-no (en hangul, 이제노; en hanja, 李帝努; romanización revisada, I Je-no; McCune-Reischauer, Yi Cheno; Incheon, 23 de abril de 2000), más conocido como Jeno (제노), es un rapero, cantante, bailarín, Modelo, Actor y MC surcoreano. Inició su carrera como modelo infantil en comerciales. A los trece años, fue descubierto por SM Entertainment. Oficialmente debutó en agosto de 2016 como integrante del grupo masculino NCT, formando parte de la subunidad NCT Dream. Además, fue presentador del programa de televisión The Show desde mayo de 2018 hasta noviembre de 2019.

## Biografía y carrera

### 2013-2015: Inicios de carrera
Durante su infancia, inició su carrera como modelo infantil participando en diversos comerciales en Corea del Sur.
El 3 de diciembre de 2013, fue presentado como uno de los primeros integrantes del grupo predebut de SM Entertainment, conocido como SM Rookies. En 2014, tuvo su primera aparición como parte de SM Rookies en el programa de televisión EXO 90:2014, junto a otros miembros de NCT como Mark, Jaemin, Haechan y Jisung. Este programa era protagonizado por EXO. En 2015, se presentó como Mouseketeer junto a otros miembros de SM Rookies en el programa de Disney Channel Korea, The Mickey Mouse Club, que estuvo al aire desde el 23 de julio hasta el 17 de diciembre de 2015.

### 2016-presente: Debut y actividades en solitario
El 24 de agosto de 2016, debutó en NCT Dream, la tercera subunidad de NCT. Jeno, en compañía de NCT Dream, participó en el primer álbum de estudio de NCT, NCT 2018 Empathy, presentando el sencillo «Go». El 22 de mayo de 2018, el programa de SBS MTV, The Show, hizo público que Jeno fue seleccionado como nuevo presentador. Además de cantar en las canciones de NCT Dream, Jeno también incursionó en la composición de letras en la canción «Dear Dream» del segundo EP de NCT Dream, We Go Up, junto a Mark, Jaemin y Jisung. Desde entonces, ha compuesto letras para las canciones de los álbumes posteriores de su grupo.
El 13 de marzo de 2019, Jeno, Jaemin y Jisung, aparecieron como representantes de celebridades de K-pop en el K-Wave & Halal Show en Malasia. Este evento de amistad entre Corea del Sur y Malasia contó con la presencia del entonces presidente surcoreano, Moon Jae-in, como parte de su visita de tres días al país. El 23 de noviembre de 2020, Jeno se unió a NCT U y participó en el lanzamiento del sencillo «Misfit» del segundo álbum de NCT, titulado Resonance Pt. 1, además de colaborar en el sencillo principal «90's Love» del álbum Resonance Pt. 2.
El 18 de diciembre de 2021, participó junto a sus compañeros de grupo: Taeyong, Hendery, y Yangyang y Giselle de Aespa en la canción «Zoo», parte del álbum 2021 Winter SM Town: SMCU Express. La canción se ubicó en el puesto n.º38 en el NZ Top 40 Singles Chart y alcanzó la posición n.º15 en la RIAS Regional Single Charts.
El 13 de septiembre de 2022, hizo historia al convertirse en el primer artista de K-pop en desfilar como modelo de apertura en la Semana de la Moda de Nueva York. Caminó para la colección primavera 2023 de Peter Do, en una colaboración con SM Entertainment, quienes trabajaron juntos para crear esta línea. Business of Fashion comentó que este evento «podría haber sido el más esperado de la semana» y elogió la habilidad de Do en la confección, resaltando especialmente la parte posterior de las prendas. También elogiaron su capacidad para tomar inspiración de otros diseñadores sin perder autenticidad en su trabajo.

## Otras actividades

### Anuncios
En 2023, fue nombrado el primer embajador masculino global de la marca Ferragamo.

### Filantropía
En mayo de 2019, Lee se unió a Jaemin, compañero de NCT Dream, en una labor voluntaria para visitar a niños que residían en barrios marginales en Indonesia. Esta iniciativa fue realizada en colaboración con las organizaciones sin fines de lucro Good Neighbours International y Gugah Nurani Indonesia Foundation.

## Discografía

### Canciones
| Título                                                                            | Año                   | Mejor posición        | Mejor posición        | Mejor posición        | Ventas                | Álbum                            |
| Título                                                                            | Año                   | COR                   | NZ                    | SIN                   | Ventas                | Álbum                            |
| Como artista invitado                                                             | Como artista invitado | Como artista invitado | Como artista invitado | Como artista invitado | Como artista invitado | Como artista invitado            |
| --------------------------------------------------------------------------------- | --------------------- | --------------------- | --------------------- | --------------------- | --------------------- | -------------------------------- |
| «California Love» (Donghae featuring Jeno)                                        | 2021                  | —                     | —                     | —                     | N/A                   | Countdown (California Love ver.) |
| «Villain» (Key featuring Jeno)                                                    | 2022                  | —                     | —                     | —                     | N/A                   | Gasoline                         |
| Colaboraciones                                                                    |                       |                       |                       |                       |                       |                                  |
| «Hair in the Air» (con Renjun, Jaemin y Yeri)                                     | 2018                  | —                     | —                     | —                     | N/A                   | SM Station Season 3              |
| «Zoo» (con Taeyong, Giselle, Hendery y Yangyang)                                  | 2021                  | —                     | 38                    | 15                    | N/A                   | 2021 Winter SM Town: SMCU Palace |
| «Hot & Cold» (온도차) (con Kai, Seulgi, y Karina)                                 | 2022                  | —                     | —                     | —                     | N/A                   | 2022 Winter SM Town: SMCU Palace |
| «–» indica que el lanzamiento no fue lanzado o no se posicionó en ese territorio. |                       |                       |                       |                       |                       |                                  |

### Composiciones
| Canción                            | Año  | Álbum                            | Artista   | Letras     | Letras                                                         | Música     | Música                                         |
| Canción                            | Año  | Álbum                            | Artista   | Acreditado | Con                                                            | Acreditado | Con                                            |
| ---------------------------------- | ---- | -------------------------------- | --------- | ---------- | -------------------------------------------------------------- | ---------- | ---------------------------------------------- |
| «Dear Dream»                       | 2018 | We Go Up                         | NCT Dream | Yes        | Mark, Jaemin, Jisung, Baek Geum-min (Song Carat)               | No         | N/A                                            |
| «119»                              | 2019 | We Boom                          | NCT Dream | Yes        | Baek Geum-min (Song Carat), Lee Soo-jung, (Song Carat), Jaemin | No         | N/A                                            |
| «Bye My First...» (사랑이좀어려워) | 2019 | We Boom                          | NCT Dream | Yes        | Ryu Da-som, Kim Eun-joo, Jaemin, Jisung                        | No         | N/A                                            |
| «Best Friend»                      | 2019 | We Boom                          | NCT Dream | Yes        | Le'mon (Joombas), Jaemin, Jisung                               | No         | N/A                                            |
| «Dream Run»                        | 2019 | We Boom                          | NCT Dream | Yes        | Kyung Jin-hee, Jang Jung-won                                   | No         | N/A                                            |
| «Puzzle Piece» (너의 자리)         | 2020 | Reload                           | NCT Dream | Yes        | Hwang Yoo-bin, Jaemin                                          | No         | N/A                                            |
| «Rainbow» (책갈피)                 | 2021 | Hot Sauce                        | NCT Dream | Yes        | Jo Yoon-kyung, Mark, Jaemin, Jisung                            | No         | N/A                                            |
| «Beautiful»                        | 2021 | Universe                         | NCT 2021  | Yes        | Yoo Young-jin, Taeyong, Mark, Johnny, Hendery                  | No         | N/A                                            |
| «Zoo»                              | 2021 | 2021 Winter SM Town: SMCU Palace | —         | Yes        | Taeyong, Giselle, Hendery, Yangyang                            | No         | N/A                                            |
| «It's Yours» (너를위한단어)        | 2022 | Glitch Mode                      | NCT Dream | Yes        | Lee Jae-ni (Joombas), Mark, Jaemin, Jisung                     | No         | N/A                                            |
| «Replay» (내일봐)                  | 2022 | Glitch Mode                      | NCT Dream | Yes        | Hwang Yu-bin, Mark, Jisung                                     | No         | N/A                                            |
| «Never Goodbye» (북극성)           | 2022 | Glitch Mode                      | NCT Dream | Yes        | Hwang Yu-bin, Mark, Jisung                                     | No         | N/A                                            |
| «Like We Just Met»                 | 2023 | ISTJ                             | NCT Dream | Yes        | Mark, Renjun, Haechan, Jaemin, Chenle, Jisung                  | Yes        | Allegro, Dan Johnson, Robbie Jay, Mark, Jaemin |